# Ranspach-le-Haut
Ranspach-le-Haut là một xã ở tỉnh Haut-Rhin trong vùng Grand Est ở đông bắc Pháp. Xã này có diện tích 4,39 km², dân số năm 1999 là 536 người. Khu vực này có độ cao 395 mét trên mực nước biển.